# Шербур (Австралия)
Шербур (англ. Cherbourg) — город в юго-восточной части австралийского штата Квинсленд.
Ранее известный как Barambah, город был основан как поселение для аборигенов в начале 1900-х годов в рамках политики сегрегации, проводимой правительством Квинсленда.
По переписи 2006 года население Шербура составляло 1128 человек.
Город расположен рядом с шоссе Bunya Highway, примерно в 250 километрах к северо-западу от Брисбена и в 6 километрах от города Murgon. Находится недалеко от плотины Bjelke-Petersen Dam.
Здесь родилась Трейси Моффат  — австралийский фотограф, режиссёр документального и художественного кино.